# Richū
L'emperador Richū (履 中 天皇, Richū-tennō), també conegut com a Ōenoizahowake no Mikoto (大兄 去 来 穂 別 尊) va ser el 17è emperador del Japó, segons l'ordre tradicional de successió.
De caràcter llegendari, no es poden fixar gaires dates per a l'emperador Richū, tot i que convencionalment es considera que va regnar del 400 al 405.

## Història llegendària
Richū és considerat pels historiadors com un emperador llegendari del segle v. El regnat de l'emperador Kimmei (vers 509 - 571 dC), el 29è emperador, és el primer per al qual la historiografia contemporània és capaç d'assignar dates verificables. Tanmateix, els noms i dates convencionalment acceptats dels primers emperadors no s'haurien de confirmar com a "tradicionals" fins al regnat de l'emperador Kanmu (737-806), el 50è sobirà de la dinastia Yamato.
Segons el Kojiki i el Nihon Shoki, Richū era el fill gran de l'emperador Nintoku i Iwano-hime i es deia Ōenoizahowake no Mikoto (大兄 去 来 穂 別 尊).
El títol contemporani de Richū no hauria estat tennō, ja que la majoria dels historiadors creuen que aquest títol no es va introduir fins als regnats de l'emperador Tenmu i de l'emperadriu Jitō. Es creu més aviat que es feia anomenar Sumeramikoto o Amenoshita Shiroshimesu Ōkimi (治 天下 大王), que significa "el gran rei que ho governa tot sota el cel". Alternativament, al seu germà Hanzei se l'hauria pogut anomenar ヤ マ ト 大王 / 大君, o sigui el "Gran Rei de Yamato".
Alguns erudits l'identifiquen amb el rei San del Llibre de Song. El rei San va enviar missatgers a la dinastia Liu Song almenys dues vegades el 421 i el 425.
Richū va escapar del palau de Naniwa fins al santuari d'Isonokami a causa d'un incendi. Richū va morir de malaltia durant el seu sisè any de regnat. La seva tomba es troba a la província de Kawachi, al bell mig de l'actual prefectura d'Osaka. El va succeir el seu germà petit l'emperador Hanzei. Cap dels seus fills no va aconseguir el tron, tot i que dos dels seus nets finalment ho aconseguirienː els emperadors Kenzō i Ninken.
No se sap on és la tomba de Richū. L'emperador és venerat tradicionalment amb un memorial situat al santuari sintoista (misasagi) de Sakai, Osaka. L'Agència de la Casa Imperial designa aquesta ubicació com el mausoleu de Richū. Tenia el nom formal de Mozu no mimihara no minami no misasagi. També se l'identifica com el Kami Ishizu Misanzai [ja] kofun.

## Consorts i descendència
- Consort imperial Kuro-hime (黒 媛), filla de Katsuragi no Ashita no Sukure.
  - Primer fill: el príncep Iwasaka no Ichinobe no Oshiwa (磐 坂 市 辺 押 磐 皇子), pare de l'emperador Kenzō i de l'emperador Ninken
  - Princep Mima (御 馬 皇子, m. 456)
  - Princesa Aomi no Himemiko (青海 皇 女, 441 - 484)
- Emperadriu: princesa Kusakanohatabino-hime (草香 幡 梭 皇 女), filla de l'emperador Ōjin
  - La princesa Nakashi no Hime (中 磯 皇 女), esposa del príncep Ōkusaka, es va casar després amb l'emperador Anko
- Concubina: Futohime no Iratsume (太 姫 郎 姫), filla del príncep Funashiwake
- Concubina: Takatsuru no Iratsume (高 鶴 郎 姫), filla del príncep Funashiwake